# Sophie Koch (Sängerin)
Sophie Koch (* 1969 in  Versailles, Frankreich) ist eine französische Opernsängerin (Mezzosopran).

## Leben
Sophie Koch studierte am Pariser Konservatorium unter Jane Berbié. 1994 gewann sie den ersten Preis beim Gesangswettbewerb in s’Hertogenbosch. 2001 wurde sie an der Semperoper mit dem Christel-Goltz-Preis ausgezeichnet.
Ihr internationales Debüt gab sie 1998 am Londoner Royal Opera House, Covent Garden, als Rosina in Il barbiere di Siviglia. Weitere wichtige Partien umfassen Cherubino (Le nozze di Figaro), Zerlina (Don Giovanni), Dorabella (Così fan tutte), Aschenputtel (La Cenerentola), den Komponisten (Ariadne auf Naxos) und Octavian (Der Rosenkavalier).
Ihr Werdegang führte sie an die Pariser Opernhäuser, die Semperoper Dresden, das Festspielhaus Baden-Baden, die Deutsche Oper Berlin, die Bayerische Staatsoper, die Wiener Staatsoper, die Mailänder Scala, die New Yorker Metropolitan Opera sowie zu den Schwetzinger und Salzburger Festspielen.
Am 3. März 2016 wurde Sophie Koch mit dem Berufstitel Österreichische Kammersängerin ausgezeichnet.
Im Jahr 2020 wirkte Koch in Rosa von Praunheims Film Operndiven, Operntunten mit, der erstmals auf Arte ausgestrahlt wurde.

## Repertoire (Auswahl)
- Der Rosenkavalier von Richard Strauss (Octavian)
- Salome von Richard Strauss (Hérodias)
- Tannhäuser von Richard Wagner (Venus)
- Die Walküre von Richard Wagner (Fricka)
- Das Rheingold von Richard Wagner (Fricka)
- Parsifal von Richard Wagner (Kundry)
- Les Troyens von Hector Berlioz (Didon)
- Werther von Jules Massenet (Charlotte)
- Dialogues des Carmélites von Francis Poulenc (Mère Marie)
- Oedipe von George Enescu (Jocaste)[8]
- Die Passagierin von Mieczysław Weinberg (Lisa)[9]